# Фасилитатор
Фасилита́тор (англ. facilitator, от лат. facilis «лёгкий, удобный») — это человек, обеспечивающий успешную групповую коммуникацию.
Слово «фасилитатор» — прямое заимствование английского facilitator — производного от английского глагола «to facilitate» (способствовать).
Обеспечивая соблюдение правил встречи, её процедуры и регламента, фасилитатор позволяет её участникам сконцентрироваться на целях и содержании встречи. Таким образом, фасилитатор решает двоякую задачу, способствуя комфортной атмосфере и плодотворности обсуждения. В контексте этимологии термина можно сказать, что фасилитатор — это тот, кто превращает процесс коммуникации в удобный и лёгкий для всех её участников.
С групповой точки зрения фасилитатор — тот, кто помогает группе понять общую цель и поддерживает позитивную групповую динамику для достижения этой цели в процессе дискуссии, не защищая при этом одну из позиций или сторон. В групповых тренингах тренера, работающего в фасилитаторском стиле, нередко определяют как тамаду.
Термин «фасилитатор» широко употребляется в англоязычном мире, но пока что сравнительно малоизвестен в России. Например, Международная ассоциация фасилитаторов (англ. International Association of Facilitators, IAF), существующая с 1989 года, в настоящее время включает более 1200 членов из 63 стран. Из России в ней в настоящее время зарегистрированы 15 человек. Фасилитаторство входит как компонент в практику любого квалифицированного тренера или ведущего креативных сессий.
В 2004 году Международная ассоциация фасилитаторов утвердила профессиональный кодекс этики. Он переведен на русский язык.
Иногда термином «фасилитатор» обозначают помощника ведущего круглых столов, семинаров, тренингов, отвечающего за соблюдение регламента и циркуляцию информационных материалов.
В парадигме личностно-ориентированной педагогики фасилитатором называют педагога, руководствующегося эмпатическим пониманием, открытостью собственным чувствам и переживаниям, доверием в качестве выражения внутренней личностной уверенности в возможностях и способностях учащихся. Педагог-фасилитатор помогает ребёнку в процессе развития и облегчает «трудную работу роста» (в этом значении термин был введён К. Роджерсом).